# Crusimetra
Crusimetra là một chi bướm đêm thuộc phân họ Olethreutinae trong họ Tortricidae.

## Các loài
- Crusimetra verecunda Meyrick, 1912